# Michel Amandry
Michel Amandry (1949) è un numismatico francese.

## Biografia
Michel Amandry è dal 1991 direttore del Cabinet des Médailles della Biblioteca nazionale di Francia. Oltre alla sua attività alla  Bibliothèque de France Michel Amandry insegna all'Università di Strasburgo e alla Sorbonne. La sua specializzazione è la monetazione imperiale romana.
Inoltre Michel Amandry è membro di diverse società numismatiche nazionali, di accademie scientifiche e di altre organizzazioni scientifiche.
Dal 2003 al 2009 ha ricoperto la carica di presidente della Commissione Internazionale per la Numismatica.
Inoltre, è stato coinvolto nella pubblicazione di numerose pubblicazioni numismatiche; tra le altre è dal 2003 Associate Editor della  Survey of Numismatic Research e coautore del Dictionnaire de numismatique, pubblicato nel 2001.
Nel 2004 è stato insignito sia della medaglia della Royal Numismatic Society che della Archer M. Huntington Medal, quest'ultima assegnata dall'American Numismatic Society.

## Pubblicazioni
- Trésor trouvé en Macédoine, monnaies impériales grecques, 1978
- Le Monnayage de Dymé (Colonia Dumaeorum) en Achaïe, corpus, 1981
- Le Monnayage augustéen de Leptis Minor : Byzacène, 1983
- Le Monnayage des duovirs corinthiens, 1988
- Anatolie antique : fouilles françaises en Turquie, 1990 (curatore del catalogo della mostra)
- Coinage production and monetary circulation in Roman Cyprus, 1993
- The romanization of Hellenistic coinages in the Mediterranean East, 1994
- Dictionnaire de numismatique, 2001
- A survey of numismatic research : 1996 - 2001, 2003
- Le Clos de la Lombarde à Narbonne : espaces publics et privés du secteur nord-est (= Archéologie et histoire romaine, vol. 12), 2004 (con Maryse Sabrié)
- A survey of numismatic research : 2002 - 2007, 2009
- Trésors de la Gaule et de l'Afrique du Nord au IVe siècle de notre ère (= Trésors monétaires, vol. 23), 2009